# Drew Morey
Drew Morey (27 de novembre del 1996) és un ciclista australià professional des del 2017 i actualment a l'equip Terengganu Cycling Team.

## Palmarès
- 2017
  - Vencedor d'una etapa al Tour de Flores
- 2019
  - 1r a l'Oita Urban Classic